# Masatoshi Nei

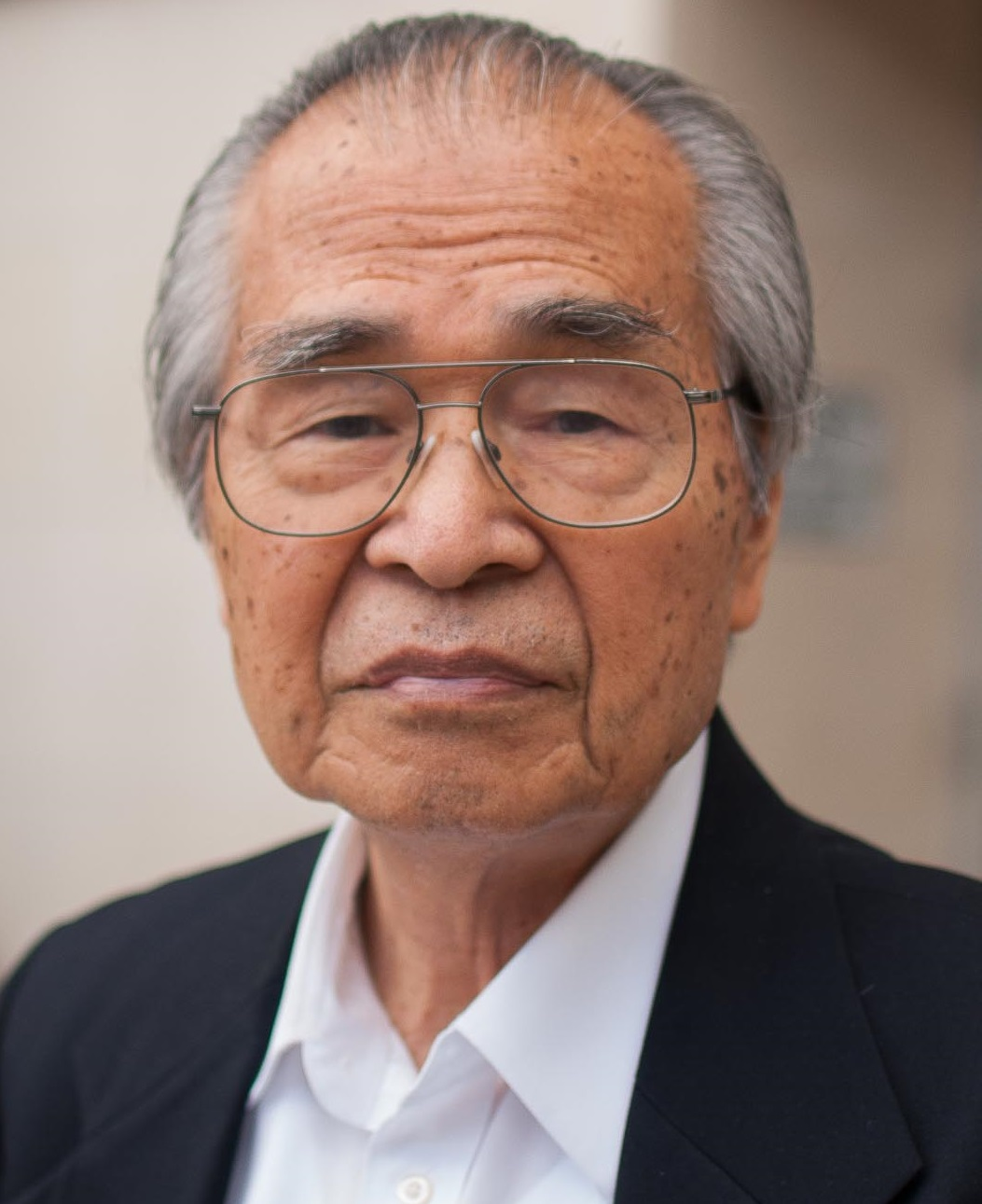
Masatoshi Nei (2012)

Masatoshi Nei (jap. 根井 正利, Nei Masatoshi; * 2. Januar 1931 in der Präfektur Miyazaki; † 17. Mai 2023) war ein Genetiker und Evolutionsbiologe japanischer Herkunft. Er war Evan-Pugh-Professor der Biologie und Direktor des Institute of Molecular Evolutionary Genetics an der Pennsylvania State University.

## Leben
Nei schloss 1953 sein Studium an der Universität Miyazaki ab und erlangte 1959 die Doktorwürde an der Universität Kyōto, wo er bis 1962 arbeitete. Von 1962 bis 1969 arbeitete er am Nationalen Institut für Radiologie. Nachdem er von 1969 bis 1972 Professor an der Brown University war, arbeitete er von 1972 bis 1990 als Professor für Populationsgenetik am Center for Demographic and Population Genetics der University of Texas in Houston. Ab 1990 lehrte und forschte er an der Pennsylvania State University.
Zusammen mit Walter M. Fitch gründete Nei 1983 die Zeitschrift Molecular Biology and Evolution und 1993 die Society for Molecular Biology and Evolution. Zu seinen Schülern gehörten viele heute etablierte Wissenschaftler im Bereich der molekularen Evolution.

## Forschung
Anfang der 1970er Jahre entwickelte Nei eine neue statistische Methode, mit der sich die genetische Distanz zwischen zwei Populationen bestimmen lässt (Nei’s distance) und mit der man den Zeitpunkt abschätzen kann, an dem sich die Populationen von einem gemeinsamen Vorfahren aufgespalten haben.
Mit mehreren statistischen Methoden versuchte er die Neutrale Theorie der molekularen Evolution experimentell zu testen.
Nei hielt Mutationen und nicht natürliche Selektion für den bestimmenden Evolutionsfaktor und vertritt somit einen neo-mutationistischen Standpunkt, den er durch mehrere statistischen Studien unterstützte.

## Ehrungen und Mitgliedschaften
- 1977 Japan Society of Human Genetics Award
- 1990 Elected Fellow der American Academy of Arts and Sciences
- 1990 Kihara-Preis der Genetics Society of Japan
- 1997 Mitglied der National Academy of Sciences, USA
- 2002 Internationaler Preis für Biologie der Japanischen Gesellschaft zur Förderung der Wissenschaft
- 2003 Barbara Bowman Award der Texas Geneticist Society
- 2006 Thomas Hunt Morgan Medal der Genetics Society of America
- 2013 Kyoto-Preis

## Bücher
- Masatoshi Nei: Molecular Population Genetics and Evolution. North-Holland, Amsterdam und New York.(1975), ISBN 0-444-10751-7
- Masatoshi Nei und Richard K. Koehn (Hrsg.): Evolution of Genes and Proteins. Sinauer Assoc., Sunderland, MA (1983), ISBN 0-87893-604-1
- Masatoshi Nei: Molecular Evolutionary Genetics. Columbia University Press, New York (1987), ISBN 0-231-06321-0
- Arun K. Roychoudhury und Masatoshi Nei: Human Polymorphic Genes: World Distribution. Oxford University Press, Oxford und New York (1988), ISBN 0-19-505123-8
- Masatoshi Nei und Sudhir Kumar: Molecular Evolution and Phylogenetics. Oxford University Press, Oxford (2000), ISBN 0-19-513584-9